# Will Buckley
William Buckley, né le 21 novembre 1989 à Oldham, est un footballeur anglais qui évolue au poste de milieu de terrain.

## Biographie

### Brighton & Hove Albion
Will Buckley signe à Brighton & Hove Albion le 6 juin 2011. Il inscrit 2 buts lors du match d'ouverture de la saison 2011-2012, dans un match contre les Doncaster Rovers.

### Sunderland AFC
Le 14 août 2014, Buckley signe un contrat de trois ans avec le Sunderland AFC.

#### Prêt a Leeds United
Le 2 octobre 2015, il est prêté à Leeds United jusqu'au 2 janvier 2016.

### Prêt à Birmingham
Le 15 janvier 2016, il est prêté à Birmingham City.

### Bolton
Le 30 juin 2017, il rejoint Bolton Wanderers pour deux ans.